# 戀女內褲

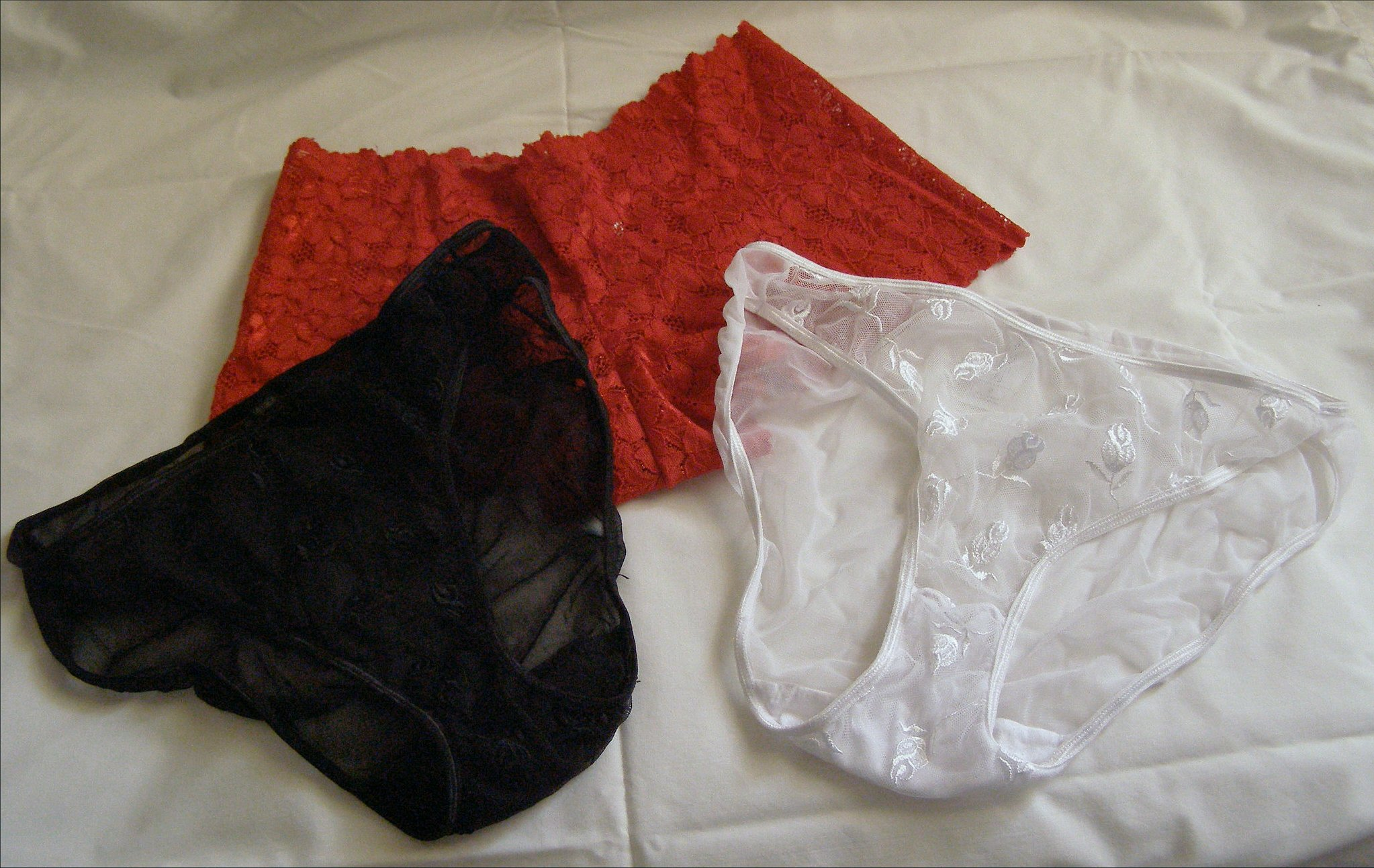
女内裤

戀女內褲又稱女内裤迷恋（英文：Panty Fetishism）是一種對女性內褲有特殊迷戀的戀物行為，包括在印刷品或者電子媒體上出現的女性內褲圖像。這些女性內褲通常是由柔軟的材料製成。這種現象也是戀內衣的一種。
女内裤迷恋者将女内裤看做是除女性性器官之外的另一种性对象。女内裤成为引起他们欲望的一个主要来源，因此他们频繁收集大量的女内裤。根据个人爱好的不同，这些女内裤有可能是已使用过的，也可能是未使用过的。它们与其原穿着者之间的关联很重要，有时甚至是形成这种偏好的根本原因。这虽然并非绝对，但确实是普遍的情况。
男性对于穿着女内裤的需求或愿望也被看做是另一形式的女内裤偏好，这其中并不包含对性的欲望。这些男性对穿着女内裤有着不同的理由，大部分是觉得女内裤比典型的男内裤更为舒适，而女内裤款式和材质的多样化也深得他们的喜爱，但他们只把女内裤看做是一般的衣物而不是性对象。在異裝行为中，某些男性也穿着女内裤以及其他的女性服装。

## 型態
- 性交型：以生殖器來摩擦得到快感或射精在內褲上。
- 收集型：以收集穿過的內褲得到快感或拿來做其他的行為。
- 聞味型：邊聞內褲的氣味，邊自慰來滿足慾望。
- 舔食型：邊舔食內褲上的尿垢、屎垢或汗垢，邊自慰滿足慾望。
- 觀賞型：觀賞以获得心理上的满足感，同时在内心产生快感。